# Lac de la Tête
Lac de la Tête är en sjö i Kanada.   Den ligger i regionen Mauricie och provinsen Québec, i den sydöstra delen av landet, 300 km norr om huvudstaden Ottawa. Lac de la Tête ligger 395 meter över havet. Arean är 12,1 kvadratkilometer. Den sträcker sig 10,5 kilometer i nord-sydlig riktning, och 4,5 kilometer i öst-västlig riktning.
Trakten runt Lac de la Tête är nära nog obefolkad, med mindre än två invånare per kvadratkilometer.